# Dũng CT
Dũng CT tên thật là Nguyễn Anh Dũng (sinh ngày 15 tháng 3 năm 1986) là một streamer, YouTuber, nhà phát triển trò chơi điện tử người Việt Nam. Anh là người tiên phong trong lĩnh vực streamer trò chơi điện tử tại Việt Nam và được mệnh danh là "Lệnh Hồ Xung" của cộng đồng streamer Việt.

## Cuộc đời và sự nghiệp
Dũng CT tên thật là Nguyễn Anh Dũng, sinh năm 1986 tại Hà Nội. Anh từng theo học Trường Đại học Công nghệ, Đại học Quốc gia Hà Nội. Năm 2016, khi đang là trưởng phòng tại công ty công nghệ, anh quyết định chuyển sang làm streamer trò chơi điện tử và thành lập kênh YouTube Trực Tiếp Game. Trên kênh của mình, anh thường xuyên live stream những trò chơi ít người biết thuộc thể loại game offline. Tên tuổi của anh gắn liền với nhiều tựa game nổi tiếng như Garry's Mod, Friday the 13th, Layers of Fear, Dead Island, Until Dawn, Resident Evil 7, Outlast, God of War, Far Cry, Home Sweet Home, Agony... Anh còn nổi tiếng với phong cách giấu mặt khi chơi game nên được fan hâm mộ gọi với biệt danh "ông trùm giấu mặt". Dũng CT cũng thường livestream với những người bạn của mình bao gồm Vũ Hay Ho (tên thật Phan Anh Vũ) và Đạt OC (tên thật Vũ Quang Đạt), tạo thành Team Đụt. Năm 2019, anh nhận được nút vàng YouTube khi cán mốc 1 triệu lượt đăng kí lúc đang livestream tựa game Garry's Mod. Đến năm 2020, Dũng CT quyết định lộ mặt thật của mình trên sóng livestream. Tháng 11 năm 2020, anh trở thành đại diện của Việt Nam tham dự sự kiện Youtube Fanfest.
Năm 2021, Dũng CT thành lập DUT Studio và thực hiện dự án trò chơi kinh dị có tên "Thần Trùng" - The Death. Trò chơi ra mắt vào tháng 9 năm 2022 trên nền tảng Steam và lọt vào top xu hướng trên nền tảng này.

## Kinh doanh
Bên cạnh nghề streamer, Dũng CT còn lấn sân sang kinh doanh với hai quán ăn tên "Đụt Quán" chi nhánh Hà Nội và Thành phố Hồ Chí Minh (hiện tại đã đóng cửa vô thời hạn) và một cửa hàng phụ kiện game tên "TTG Shop". Anh chính là cảm hứng cho streamer nổi tiếng khác là PewPew nghỉ việc streamer để thành lập chuỗi cửa hàng bán bánh mì.

## Giải thưởng và đề cử
| Năm  | Lễ trao giải    | Hạng mục                                    | Đề cử cho | Kết quả   | Chú thích |
| ---- | --------------- | ------------------------------------------- | --------- | --------- | --------- |
| 2020 | WeChoice Awards | Streamer của năm                            | Dũng CT   | Đề cử     | [ 16 ]    |
| 2022 | Nimo Gala 2021  | Best Game Offline Streamer of the Year 2021 | Dũng CT   | Đoạt giải | [ 17 ]    |